# Drosera leucostigma
Drosera leucostigma ist eine fleischfressende Pflanzenart aus der Gattung Sonnentau. Sie gehört zu den Zwergsonnentauen und wurde im Mai 2007 als Art beschrieben.

## Beschreibung
Drosera leucostigma ist eine kleine, ausdauernde, krautige Pflanze mit feinem, faserförmigen Wurzelwerk. Die rosettenförmig wachsende Art erreicht einen Durchmesser von 10 bis 20 Millimeter und eine Höhe von bis zu 5 Millimeter.
Die Blattstiele sind annähernd linear, sich leicht verjüngend, im Querschnitt stark abgeflacht-eiförmig, 4,5 bis 6 Millimeter lang, 0,4 bis 0,5 Millimeter breit, am äußersten Punkt auf 0,3 bis 0,4 Millimeter verjüngt und mit zahlreichen, winzigen Drüsen besetzt. Die Blattspreiten sind elliptisch bis umgekehrt-eiförmig, 2,5 bis 3 Millimeter lang und 1,5 bis 2 Millimeter breit. Am Ansatz sind die Blätter grün, zum Ende hin werden sie dunkelrot. 
Die aus Nebenblättern gebildete, mit Härchen besetzte Knospe ist breit-eiförmig gefranst, 3,5 bis 4,5 Millimeter hoch und 3,5 bis 4,5 Millimeter im Durchmesser. Das einzelne Nebenblatt ist 3,5 bis 4 Millimeter lang und 3 bis 4 Millimeter breit, dreilappig, der Mittellappen ist in drei Abschnitte geteilt, jedes mit ein bis zwei Schlitzblättchen, die seitlichen Lappen haben an den inneren Rändern fünf bis sechs Schlitzblättchen. 
Die Blütenstandsachse ist mit Blütenstand 25 bis 30 Millimeter, ohne 15 bis 20 Millimeter lang und mit kurzgestielten Drüsen besetzt. Der Blütenstand ist ein Wickel, die Blütenstiele sind zur Blütezeit 2 bis 3 Millimeter, bei reifen Früchten bis zu 5 Millimeter lang. Die Tragblätter sind faden- bis schmal ahlenförmig und mit Drüsenhaaren besetzt.
An den Blütenständen stehen vier bis zwölf Blüten. Die 1,5 bis 2,0 Millimeter langen und 0,7 bis 1,0 Millimeter breiten Kelchblätter sind eiförmig. Die keilförmig bis umgekehrt-eiförmigen Kronblätter sind weiß mit grauer bis rötlicher Mittelrippe, 2,2 bis 2,5 Millimeter lang und 1,6 bis 1,8 Millimeter breit. 
Die Staubbeutel sind gelb, Pollen orange. Der Fruchtknoten ist annähernd rund, 0,6 Millimeter lang und mit 0,7 Millimeter Durchmesser. Die drei bis vier Narben sind nierenförmig und weiß.  
Die im Zentrum gebildeten Brutschuppen sind breit eiförmig, am Ansatz zweigelappt, am Ende abgeflacht, 1 Millimeter lang, 0,7 Millimeter breit und 0,4 Millimeter dick.

Verbreitung von D. leucostigma in Australien

## Verbreitung, Habitat und Status
Drosera leucostigma wächst im Umland von Cataby und südöstlich von Mogumber in Western Australia. Sie gedeiht dort auf Sandböden, vergesellschaftet unter anderem mit Drosera closterostigma. Die Art ist häufig, von einer Gefährdung wird nicht ausgegangen.

## Systematik
Drosera leucostigma wurde ursprünglich 1992 als Unterart von Drosera nitidula eingestuft und erst 2007 im Rahmen einer Revision des Drosera nitidula-Komplexes als eigenständige Art beschrieben. 
Drosera leucostigma ist ein Zwergsonnentau und gehört als solcher zur Sektion Bryastrum in der Untergattung Drosera. 

## Nachweise
- Allen Lowrie, John G. Conran: A revision of the Drosera omissa/D. nitidula complex (Droseraceae) from south-west Western Australia. In: Taxon. Bd. 56, Nr. 2, 2007, ISSN 0040-0262, S. 533–544, JSTOR:25065808.